# Speedy Graphito
Speedy Graphito, pseudonyme d'Olivier Rizzo, est un peintre français, né en 1961, faisant la jonction entre la figuration libre et à la scène Street art française des années 1980. Artiste précurseur, reconnu comme l'un des pionniers du mouvement Street Art en France.

Une œuvre de Speedy Graphito à Paris en 2010.

## Biographie
Après des études artistiques à l'école Estienne à Paris et une très brève carrière de maquettiste-directeur artistique-graphique publicitaire, il intègre le collectif X-Moulinex en 1983 qu'il quitte l'année suivante.
Pour exprimer et faire partager son art, il envahit les rues de Paris de ses graffitis, exécutés au pochoir ou au pinceau, représentant des personnages schématiques et dynamiques (ex : guerriers zoulous stylisés).
L'année 1985 marque un tournant décisif dans sa carrière. Il participe au premier rassemblement du mouvement graffiti et d'art urbain à Bondy (Île-de-France), à l'initiative des VLP, avec Miss Tic, Jef Aérosol, SP 38, Banlieue-Banlieue, Blek le rat, Futura 2000, Nuklé-Art, Epsylon Point… La même année, il remporte un concours d'affiches, organisé par le Ministère de la Culture pour " Le mois au Musée ", avec son œuvre, La ruée vers l'art (un cavalier sur un cheval cabré), ce qui le propulse immédiatement sous les feux des projecteurs.
L'« imagerie Speedy » dont ses petits diablotins rouges (commercialisés sur cartes postales) et son personnage fétiche le fameux Lapinture. Lapinture est partout et tout le monde veut Lapinture. Speedy Graphito explore tous les supports, et ses œuvres prennent différents aspects. Si la peinture reste son terrain de prédilection, il pratique et aborde d'autres dimensions de l'art comme la sculpture, la photographie, ou encore l'art vidéo et l'art numérique (Welcome to Venus, 2000).
Performeur dans l'âme depuis ses débuts, il peint également de nombreux murs et toiles en direct lors de festivals, de foires, ou lors de ventes aux enchères et d'expositions.
L'artiste se réinvente au fil du temps, en restant à l'écoute de la société et de ce qu'elle dégage. L'omniprésence d'internet, les marques publicitaires ou encore le consumérisme deviennent ses muses. La culture populaire, soit la mémoire collective du peuple, l'inspire, comme l'iconographie pop, les comics, Disney, mais aussi les jeux vidéo (Tétris : voir son intervention sur Le MUR (art urbain) en octobre 2010). Les artefacts de cette "pop culture" qui commencent à être désuets, retrouvent dès lors une sorte de seconde jeunesse, dans un nouvel univers plus contemporain.
Actuellement, il traverse dans une nouvelle période, s’inspirant de grands maitres comme Van Gogh, Mondiran, Dali, Miro... qui ont fait naître son amour de l'art. Il leur rend hommage par le biais de ses toiles, en les incorporant à sa propre peinture et à sa culture personnelle. Le peintre mélange alors les styles, les techniques et les mouvements qui l'ont construit pour créer sa propre histoire de l'art.
En 2014, il expose avec Jean-Jacques Deleval et Errò à l'Arsenal de Soisson. En 2016, il réalise son record de vente aux enchères publiques à Paris confirmant ainsi que l'art urbain prend une place importante dans le marché de l'art contemporain. L'année 2016 marque ses débuts au Musée avec sa rétrospective au Musée du Touquet suivi en 2018, d'une rétrospective au Palais du Tau, un Monument National Français, et qui sait ce que la suite lui réserve.
Il organise souvent des shows et expositions de groupes réunissant de nombreux autres artistes, notamment Lady M, Astro ou encore Rero.
En 2022, Speedy Graphito crée pour Legallais une toile intitulée "Les Nouveaux Bâtisseurs", inspirée de l'œuvre de Fernand Léger "Les Constructeurs, 1950".

## Hommage
La ville du Touquet-Paris-Plage lui rend hommage, au jardin des Arts, on peut y voir, parmi d'autres artistes, sa signature et l'empreinte de sa main sur une plaque hexagonale créée par l’artiste Alain Godon.

## Expositions récentes
2021-2022
- Femmes, Galerie Barthélémy Bouscayrol, Biarritz, France — Du 16 juillet au 03 septembre 2022

- Les Mondes imaginaires de Speedy Graphito au Musée en Herbe à Paris, France. À partir du 21 octobre 2021[7]

2020
- Speedy Graphito vu par Speedy Graphito, Galerie Polaris, Paris, France
- Tout un monde en soi, Huberty & Breyne, Bruxelles, Belgique.

2019
- Connivences, Galerie Barthélémy Bouscayrol, Biarritz, France
- L’Art dans la peau, Kolly Gallery, Zurich, Suisse
- Le Musée Imaginaire, Du 9 mars au 2 juin 2019 Hôtel Départemental des Arts, Centre d'Art du Var, 236 bd Maréchal Leclerc 83000 Toulon

2018
- Le M.U.R., Dijon
- Speedy Graphito au Palais du Tau, Palais du Tau, Reims
- Out of Âge, Galerie Provost Hacker, Lille, France
- Urban Fever, Institut Culturel Bernard Magrez, Bordeaux, France

2017
- Maquis-art Hall Of Fame, Musée du Graffiti L'Aérosol, Paris, France
- Un Monde de Rêves, Galerie Polaris, Paris
- Big Buzz Show, Espace d'Art Contemporain André Malraux, Colmar, France
- Rétrospective d'Édition d'Art, Centre d'Art Graphique, La Métairie Bruyère, France
- Fusion, Kolly Gallery, Zurich, Suisse
- An American Story, Fabien Castanier Gallery, Miami, États-Unis

2016
- Un Art de Vivre, Musée du Touquet Paris Plage, Le Touquet, France
- Face à Face, Galerie Provost Hacker, Lille, France
- Home Street Home, Galerie Huberty Breyne, Bruxelles, Belgique
- Comme un vent de Liberté, Galerie Barthélemy Bouscayrol, Biarritz, France

2015
- Résolution, Galerie Polaris, Paris
- Artificial Paradise, fabien Castanier Gallery, Los Angeles, États-Unis
- Solo Show, Galerie Provost Hacker, Lille, France

2014
- Neverland, Arsenal de Soissons, Soissons, France
- Hypnotic, Fabien Castanier Gallery, Miami, États-Unis
- Parade, Galerie Bertheas - Les Tournesols, Saint-Étienne, France

2013
- Maison Triolet-Aragon, Moulin de Villeneuve, Saint Arnoult-en-Yvelines
- Exposition collective "Graffiti Group Show" à la Galerie Berthéas à laquelle participent JonOne, M. Chat, Miss.Tic, Quick, Crash (aka John Matos) et Benjamin Spark
- NewWorlds, Galerie Fabien Castanier, Los Angeles, États-Unis
- Start Over, Galerie Polaris, Paris, France

2012
- French Invasion, Galerie Fabien Castanier, Los Angeles, États-Unis
- Like, Galerie Provost - Hacker, Lille, France
- The Essential of Painting 1987 - 2012, Galerie Polaris, Paris, France

2011
- FreeWay, Galerie Fabien Castanier, Los Angeles, États-Unis
- Speedy Goes to Miami, Arts for a Better World Art Fair, Miami Art Basel Week, Miami, États-Unis
- Solo Show, Opera gallery, Londres
- Graffcity, Opera Gallery, Paris
- Inaugural Exhibition, Galerie Fabien Castanier, Los Angeles, États-Unis
- Urban Activity, Espace culturel Jean Cocteau, Les lilas, France
- Fondation Clément, Mix Art, La Martinique
- Atrium, Mix Art, La Martinique
- Back2Venus, New Square Gallery, Lille
- Exit, Galerie australe, La Réunion